# Lynn Rothschild
Lynn Justine Rothschild (* 11. května 1957 New York) je evoluční bioložka a astrobioložka, která se zabývá vznikem a vývojem života na Zemi a je zároveň průkopnicí využití syntetické biologie pro výzkum vesmíru. Působí na Brownově univerzitě a je docentkou na Stanfordově univerzitě, kde vyučuje astrobiologii a výzkum vesmíru.
Její výzkum v Amesově výzkumném středisku NASA se zaměřuje na to, jak se život, zejména mikroorganismy, vyvíjel v kontextu fyzikálního prostředí na Zemi i mimo ni. Zabývá se také využitím syntetické biologie jako nástroje umožňujícího cestování do vesmíru. Zkoumala vliv ultrafialového (UV) záření na život na Zemi a jiných planetárních tělesech. V roce 2024 získala grant na zkoumání využití hub pro stavbu obydlí na Měsíci nebo na Marsu.
Absolvovala Yaleovu univerzitu v roce 1978 a v roce 1985 získala doktorát na Brownově univerzitě. Kromě vedení své výzkumné skupiny v Amesově centru působí na ředitelství NASA pro vesmírné technologiejako jako vedoucí výzkumu v oblasti biotechnologií. Založila vědecké konference Astrobiology Science Conferences a časopis International Journal of Astrobiology.

## Mládí a studia
Lynn Rothschild se narodila 11. května 1957 v New Yorku. Do svých osmi let žila v Riverdale a pak se její rodina přestěhovala do Greenwiche v Connecticutu. Svůj počáteční zájem o vědu přičítá zážitku ze třetí třídy, kdy se poprvé podívala do mikroskopu. Od té doby chtěla být protozooložkou.
Studovala na Yaleově univerzitě v New Havenu ve státě Connecticut, kde v roce 1978 získala bakalářský titul z biologie. Pokračovala na Indiana University, kde v roce 1981 získala magisterský titul v oboru zoologie. V postgraduálním studiu pokračovala na Brownově univerzitě, kde v roce 1985 obhájila doktorát. Poté absolvovala postdoktorandský pobyt v laboratoři Susan Gerbiové, kde se věnovala výzkumu kvasinek a evoluci ribozomální DNA.

## Kariéra v NASA a výzkum
Po dokončení postdoktorandského pobytu na Brownově univerzitě se stala v letech 1987–1990 postdoktorandkou Národní rady pro výzkum v Amesově výzkumném středisku NASA, v tomto období prováděla terénní výzkum a zkoumala evoluci mikroorganismů a fixaci uhlíku. V roce 1997 se stala vědeckou pracovnicí v NASA a v roce 2015 byla jmenována vedoucí vědeckou pracovnicí v oddělení vesmírných věd.

### Výzkum v oblasti syntetické biologie a iGEM
V letech 2010–2011 a 2013–2015 vedla program syntetické biologie v Amesově středisku, je členkou řídicí skupiny Build-a-Cell se zájmem o navrhování genomů a buněk. V roce 2024 získala grant pro svůj projekt Mycotecture Off Planet, který se zaměřuje na využití hub k vytvoření obydlí pro astronauty na dlouhotrvajících misích na Měsíc a na Mars. Kromě toho také zkoumá využití bakterií tvořících spory k výrobě léků na vyžádání dle potřeby pro astronauty.
V letech 2011–2019 působila jako fakultní poradkyně univerzitních týmů, které se účastnily mezinárodní soutěže v syntetické biologii iGEM a staly se průkopníky jejího využití k uskutečnění misí NASA, včetně osídlení Marsu.

### Výzkum ultrafialového záření
Od roku 2007 studovala vliv UV záření na syntézu DNA, metabolismus uhlíku a opravu mutací v Rift Valley v Keni a v bolivijských Andách a také při výškových experimentech se společností BioLaunch na vrcholu Mount Everestu. Předpokládá, že UV záření mohlo být rozhodující pro evoluci prvních eukaryotických buněk a pro vznik pohlavního rozmnožování. Pochopení vlivu UV záření na mikroby na Zemi je důležité pro budoucí mise na Mars.

### Modelové ekosystémy
Ve svém výzkumu se zaměřila na extrémní prostředí na Zemi jako analogie podmínek, které by mohly existovat na jiných planetách. Její výzkum zahrnuje studie evoluce mikroorganismů v přílivové oblasti Laguna Ojo de Liebre v Mexiku a v malých gejzírech v Yellowstonském národním parku.

## Ocenění
Lynn Rothschild získala během své kariéry řadu ocenění. V roce 2015 jí Brown University udělila medaili Horace Manna, ocenila ji jako „průkopnici v astrobiologii“ a vyzdvihla její roli pro vzdělávání v oblasti vesmíru a biologie. Ve stejném roce obdržela také vědeckou cenu Isaaca Asimova, kterou uděluje American Humanist Association.